# Monocelis rupisrubrae
Monocelis rupisrubrae är en plattmaskart som beskrevs av Curini-Galletti och Cannon 1996. Monocelis rupisrubrae ingår i släktet Monocelis och familjen Monocelididae. Inga underarter finns listade i Catalogue of Life.